# Музей-архив переходного периода
Музей-архив переходного периода (укр. Музей-Архів Переходової доби) — пропагандистский музей, созданный немецкими оккупантами в Киеве. Существовал в апреле — октябре 1942 г. Экспозиции представляли «переходный период» от советской власти до ожидавшейся оккупантами окончательной победы гитлеровской Германии, и пропагандировали «преимущества» немецкого режима. Находился на Александровской (ныне Контрактовая) площади в доме 8 (жители дома были выселены).
В административном плане музей представлял собой один из отделов Киевской городской управы. Директором стал историк А. П. Оглоблин (бывший бургомистр), научными консультантами были ряд известных историков того времени — Н. Д. Полонская-Василенко, А. С. Грузинский, С. М. Драгоманов, писательница Докия Гуменна и др. Пользуясь как прикрытием пропагандистскими целями музея, А. П. Оглоблин собрал материалы для действовавшей с 14 мая 1942 г. выставки об уничтожении большевиками памятников архитектуры, прежде всего церквей (находилась на ул. Фундуклеевской).
Убедившись в низкой эффективности музея (средняя посещаемость составляла ок. 20 человек в сутки), немцы закрыли его. После освобождения Киева фонды бывшего музея перешли в городской архив. Часть материалов увёз с собой в эмиграцию бывший бургомистр Киева Л. И. Форостовский, который позднее использовал их в своей книге «Киев под вражескими оккупациями» (1952).